# Calcaronea
Calcaronea is een onderklasse binnen de stam van de Porifera (sponsdieren).

## Orden
- Baerida
- Leucosolenida
- Lithonida